# Vazgen Tevanyan
Vazgen Tevanyan (in armeno Վազգեն Թևանյան?; Pokr Vedi, 27 ottobre 1999) è un lottatore armeno, specializzato nella lotta libera.

## Biografia
Alla Coppa del mondo individuale di Belgrado 2020, evento che ha sostituito i campionati mondiali, cancellati a causa dell'emergenza sanitaria causata dalla Pandemia di COVID-19, ha vinto la medaglia d'oro, dopo aver battuto in finale l'ungherese Iszmail Muszukajev.
Ha rappresentato l'Armenia ai Giochi olimpici estivi di Tokyo 2020 in cui è stato estromesso dal tabellone principale del torneo dei 65 kg dal rappresentante di ROC Gadžimurad Rašidov.
Si è laureato campione continentale agli europei di Zagabria 2023, sconfiggendo nell'ordine l'israeliano Josh Finesilver per superiorità tecnica, l'armeno Əli Rəhimzadə ai punti, l'ucraino Erik Arušanjan per superiorità tecnica e il bulgaro  Mikyay Naim in finale, sempre per superiorità tecnica.
Ai mondiali di Belgrado 2023 ha vinto la medaglia di bronzo, dopo essere stato battuto dal portoricano Sebastian Rivera in semifinale ed aver vinto la finale per il terzo posto contro il moldavo Maxim Saculţan.

## Palmarès
| Anno | Manifestazione   | Sede       | Evento | Risultato | Note |
| ---- | ---------------- | ---------- | ------ | --------- | ---- |
| 2014 | Europei cadetti  | Samokov    | 46 kg  | 5º        |      |
| 2015 | Europei cadetti  | Subotica   | 54 kg  | Oro       |      |
| 2015 | Mondiali cadetti | Sarajevo   | 54 kg  | 23º       |      |
| 2016 | Europei cadetti  | Stoccolma  | 58 kg  | Argento   |      |
| 2016 | Mondiali cadetti | Tbilisi    | 58 kg  | 7º        |      |
| 2018 | Europei junior   | Roma       | 61 kg  | Oro       |      |
| 2018 | Mondiali junior  | Trnava     | 61 kg  | Bronzo    |      |
| 2019 | Europei U23      | Novi Sad   | 65 kg  | Oro       |      |
| 2019 | Europei          | Bucarest   | 65 kg  | 11º       |      |
| 2019 | Mondiali junior  | Tallinn    | 65 kg  | 5º        |      |
| 2019 | Mondiali         | Nur-Sultan | 65 kg  | 24º       |      |
| 2019 | Mondiali U23     | Budapest   | 65 kg  | 18º       |      |
| 2021 | Giochi olimpici  | Tokyo      | 65 kg  | 14º       |      |
| 2021 | Mondiali         | Oslo       | 65 kg  | 9º        |      |
| 2021 | Mondiali U23     | Belgrado   | 70 kg  | Argento   |      |
| 2022 | Mondiali         | Belgrado   | 65 kg  | 11º       |      |
| 2022 | Mondiali U23     | Pontevedra | 65 kg  | Oro       |      |
| 2023 | Europei          | Zagabria   | 65 kg  | Oro       |      |
| 2023 | Mondiali         | Belgrado   | 65 kg  | Bronzo    |      |

## Altre competizioni internazionali
2020
- Oro nei 65 kg nella Coppa del mondo individuale ( Belgrado)